# Гай Помпей Лонг Гал
Гай Помпей Лонг Гал (на латински: Gaius Pompeius Longus Gallus) e политик и сенатор на Римската империя през 1 век.
Син е на Публий Помпей. През януари и февруари 49 г. той е консул заедно с Квинт Вераний. От март до юни суфектконсули стават Луций Мамий Полион и Квинт Алий Максим. След това е проконсул на провинция Азия.